# JD Edwards EnterpriseOne
JD Edwards EnterpriseOne – zintegrowany system informatyczny bazujący na wzorcach biznesowych klasy ERP oferowany przez Oracle Corporation, a pierwotnie stworzony przez firmę J.D. Edwards, która w 2003 przejęta została przez PeopleSoft, a ta z kolei w 2005 przez Oracle.
Rozwiązanie to pozwala kontrolować procesy biznesowe, daje dostęp do danych we wszystkich obszarach działalności przedsiębiorstwa i umożliwia dzięki temu integrację wszystkich aspektów działalności – zarządzanie relacjami z klientami, aktywami i zasobami przedsiębiorstwa, łańcuchem dostaw oraz relacjami z dostawcami.
System skierowany jest do firm z sektora małych i średnich przedsiębiorstw, ale może być również stosowany w dużych przedsiębiorstwach.

## Architektura systemu
JD Edwards EnterpriseOne to rozwiązanie modułowe. Wdrażane i utrzymywane są tylko te aplikacje, na które istnieje zapotrzebowanie w danym przedsiębiorstwie, a wraz z rozwojem potrzeb system można rozbudowywać o kolejne aplikacje.
System posiada jedną zintegrowaną bazę danych, która dostępna jest na każdym poziomie działalności przedsiębiorstwa i zwiększa przez to kontrolę nad procesami biznesowymi.

### Funkcje i właściwości
- Zarządzanie finansami (Financial Management) – planowanie finansowe i budżetowanie, księga główna, zobowiązania, należności, księgowanie środków trwałych, zarządzanie wydatkami, samoobsługa wydatków, zaawansowane księgowanie kosztów, raportowanie finansowe, zarządzanie środkami pieniężnymi;
- Zarządzanie cyklem życia zasobów (Asset Lifecycle Management) – zarządzanie aktywami kapitałowymi, analiza kosztów sprzętowych, konserwacja w oparciu o stan, przydzielanie zasobów, zarządzanie nieruchomościami, zaawansowane prognozowanie dotyczące nieruchomości;
- Zarządzanie projektem (Project Management) – obliczanie kosztów projektu, rozliczanie kontraktów i usług, zarządzanie budownictwem mieszkaniowym;
- Zarządzanie łańcuchem dostaw (Supply Chain Management):
  - Planowanie łańcucha dostaw: zaawansowane modelowanie prognozy, prognozowanie popytu, uzgadnianie popytu, strategiczna optymalizacja sieci, taktyczna optymalizacja sieci, planowanie produkcji i dystrybucji, planowanie sprzedaży i operacji, harmonogramowanie produkcji dyskretnej, harmonogramowanie produkcji procesowej, sprzedaż przyszłej produkcji;
  - Zarządzanie zamówieniami: zaawansowana polityka cenowa, warianty produktów, zarządzanie zleceniami sprzedaży, zarządzanie umowami, konfigurator;
  - Zarządzanie logistyką: zarządzanie zapasami, zarządzanie zapasami masowymi, realizacja harmonogramu popytu, zarządzanie magazynem, zarządzanie transportem, zaawansowana wycena zapasów, procesor RFID;
  - Produkcja: planowanie zapotrzebowania, zarządzanie produkcją, zarządzanie jakością, produkcja oparta na przepływie popytu;
- Zarządzanie kontaktami z klientem (Customer Relationship Management) – automatyzacja sprzedaży, sprzedaż mobilna, konfigurator, samoobsługa klientów, zarządzanie interakcją wielokanałową, zarządzanie obsługą, skrypty interakcji z klientem, doradca rozwiązań, zarządzanie współpracą z klientem;
- Zarządzanie kapitałem ludzkim (Human Capital Management) – kadry, samoobsługa menedżera, samoobsługa pracowników, karty pracy, rekrutacja elektroniczna;
- Zarządzanie dostawą (Supply Management) – zarządzanie zaopatrzeniem i podwykonawcami, obszar roboczy kupującego, samoobsługa dostawcy;
- Zarządzanie wynikami (Performance Management) – globalna konsolidacja, analityka finansowa, analityka zapasów, analityka zaopatrzenia, analityka produkcji, zaawansowana analityka kosztów, analityka wydatków, analityka sprzedaży, analityka nieruchomości, analityka zarządzania cyklem życia zasobów, analityka zarządzania kontaktami z klientami.

## Wersje oprogramowania
- JD Edwards XE
- JD Edwards ERP8
- JD Edwards 8.9
- JD Edwards 8.10
- JD Edwards 8.11
- JD Edwards 8.11 SP1
- JD Edwards 8.12
- JD Edwards 9.0
- JD Edwards 9.0.1